# Идестам, Фредрик
Кнут Фредрик Идестам (фин. Knut Fredrik Idestam; 28 октября 1838 — финский инженер и бизнесмен. Основатель (вместе с Леопольдом Мехелином) компании Nokia.
В мае 1865 года Фредерик Идесдам построил маленький завод по производству бумаги в городе Таммерфорсе (Тампере). Второй завод был построен в соседнем небольшом городе Нокиа. А в 1871 году Фредрик и его компаньон, Леопольд Мехелин, переименовали свою компанию в Nokia, в честь города.
Первый шаг на пути к успеху был сделан. Спрос на бумагу был огромен и бизнес шел в гору. Вскоре производство достигло международных масштабов. Поставки осуществлялись в Великобританию, Францию, Германию, Данию и другие страны.
Хоть Nokia и преуспевал в бумажном бизнесе, владельцы все равно стремились расширять деятельность и изучать другие отрасли. К концу 19 века компания занялась электроэнергией. 
Считается что к такому повороту владельцев подтолкнуло начало Первой мировой войны. Спрос на бумагу сильно упал, а на электричество, наоборот, вырос. Позднее владельцы занялись и производством электропроводов, а в дальнейшем — электротехникой.